# Olivier Mauco
Pour les articles homonymes, voir Mauco.
Olivier Mauco, né le 15 juillet 1981 à Toulouse, est un créateur de jeux vidéo, de jeux sérieux et un chercheur en sciences du jeu et sciences politiques spécialiste de l'analyse des discours et idéologies des jeux. Il est l'auteur des ouvrages GTA IV l'envers du rêve américain et Jeux vidéo hors de contrôle. Il est le président de Game in Society et a produit le jeu vidéo Prisme 7.

## Biographie
Olivier Mauco est né le 15 juillet 1981 à Toulouse. Il est diplômé de l'Institut d'études politiques de Toulouse (promo 2003). En 2004, il obtient le DEA Communication, Technologies, Pouvoirs en sciences politiques à l'université Panthéon-Sorbonne. Il y soutient une thèse sur l’impact des politiques de régulation sur les contenus des jeux vidéo.

## Recherche
En 2007, Olivier Mauco rejoint l'Observatoire des Mondes Numériques en Sciences Humaines (OMNSH) et intègre le comité d'administration jusqu'en 2011.
Il publie, en 2013, GTA IV, l’envers du rêve américain, monographie du jeu vidéo GTA IV dans laquelle il analyse l'importance de l'art du level design dans la production d'une critique sociale.
Il participe à différents travaux et/ou réflexions, au niveau national et européen, relatifs à la réglementation des jeux vidéo tel que la mise en place de la nomenclature PEGI, le e-sport, les loot box.
Il dispense un cours sur l'industrie du jeu vidéo[source insuffisante] et un cours de Game design[source insuffisante] à Sciences-Po Paris à l’École du Management et de l’Innovation.
Il intervient régulièrement dans les médias pour analyser la série Grand Theft Auto[source secondaire souhaitée], les jeux vidéo, les contenus politiques[source insuffisante] et idéologiques ou les débats sur la violence ou la dépendance au jeu vidéo, mais aussi sur les politiques publiques sectorielles ou le sexisme[source insuffisante].

## Jeux vidéo
Il débute en 2010 la conception de jeux vidéo au CNRS sur le jeu sérieux ManEGE, puis pour le compte de grandes institutions notamment dans le secteur de l’énergie, financier, agricole.
Il s'intéresse aux jeux sérieux politiques et au game design de l'espace public ainsi qu'aux nouvelles écritures interactives en accompagnant David Dufresne dans la conception de Fort McMoney jeu documentaire d’Arte, sortie en 2013.
Il creuse les liens entre jeux vidéo et journalisme, et participe à la création du newsgame Be my Savior sur les relocalisations d'usines pour Le Nouvel Obs.
Après avoir cofondé une première start-up dédiée à l'apprentissage de la conduite, il crée en 2018 Game in Society pour produire des jeux vidéo à impact.
Il crée des applications de recherche en psychologie comportementale notamment dans le cadre des dépendances ou de la gestion des émotions.
Il réalise Prisme 7 (avril 2020), le premier jeu vidéo du Centre Pompidou sur l’art moderne et contemporain, disponible sur mobiles et PC.

## Publications
- Olivier Mauco, dir., Jeux vidéo et Discours: violence, addiction, régulation, Quaderni 67, automne 2008, éditions MSH, https://journals.openedition.org/quaderni/183
- Olivier Mauco, GTA IV, l'envers du rêve américain : Jeux vidéo et critique sociale, Questions Théoriques, coll. « Lecture Play », septembre 2013, 128 p.  (ISBN 978-2917131305)
- Olivier Mauco, Jeux vidéo : Hors de contrôle ? : Industrie, politique, morale, Paris, Questions théoriques, coll. « Lecture>play », 2014, 160 p.  (ISBN 978-2-917131-34-3)